# La Moma
La Moma es el nombre con el que se conoce al personaje que interpreta a la Virtud en la Danza conocida como de La Moma e interpretada en la festividad de Corpus de Valencia, en la que se representa la lucha de la Virtud contra el pecado.

## Historia
La figura de la Moma no formó parte de la danza desde sus orígenes, sino que no es hasta bien entrado el siglo XVIII cuando se empieza a tener constancia documental de su participación en la danza que realizaban hasta ese momento los conocidos como momos, que simbolizaban los pecados capitales.
Pese a ello, la incorporación de esta figura femenina, que representaba la Virtud y su lucha cotidiana para hacer frente a los pecados capitales que no dejaban de tentarla, dio un gran impulso a esta danza, de manera que desbancó a otras danzas y actos de los festejos del Corpus de Valencia, pasando a convertirse en la danza más representativa de esta festividad en Valencia.
El baile de los momos parece tener origen francés, aunque llegó a la Península a mediados del siglo XV, ya que existe documentación de su participación en la celebración de la entrada de Juan II y su esposa en Valencia para la jura de Els Furs en 1459. En esta época el baile estaba unido a celebraciones civiles, aunque a partir de 1544 se tiene constancia documental de su participación en la festividad de Corpus de Valencia, unida en ese momento a las rocas.
Entre estas rocas, se tiene documentación que atestigua las había representando el Infierno y el Juicio, y se piensa debían tener música y danzas, porque en la documentación existente sobre los gastos de las celebraciones por la visita a la ciudad de Carlos I en 1528, en la cuenta de gastos de 1533 se cita el pago de cuatro ducados a los músicos que tocaban en dichas Rocas. También se cree que dichas danzas podían ir acompañadas de pantomimas. La danza de los momos debía formar parte de ellas, así, los Momos, eran danzantes o mojigangueros de carácter maligno, por salir en la Roca del Infierno, sobre la cual los Momos han bailado hasta principios de este siglo.
Pese a tratarse de una figura femenina su interpretación ha estado en manos de hombres desde su origen hasta la actualidad, formando parte de esa tradición que los varones que la interpretan deben ser propietario del traje que lleva.

## Vestido de la Moma
El traje de la Moma es totalmente de blanco desde el calzado al sombrero. Su vestido es de dos piezas, una basquiña o falda amplia y larga de color blanco, y un jubón  del mismo color y tipo de tejido que la basquiña. Sobre la falta y en la parte delantera lleva un delantal que hace juego con una manteleta bordada sobre los hombros. Cubre su rostro con un antifaz, también blanco, y su cabeza, cuello y parte de atrás de la espalda con una mantilla en forma de media luna, nuevamente de color blanco. Sobre la mantilla blanca y adornando la testa una corona dorada decorada con flores. Remata la indumentaria unos guantes blancos que cubren sus manos, al igual que quedan cubiertos sus pies y piernas con medias también blancas. Como complementos lleva, en la mano derecha un cetro con el escudo de la ciudad en su remate, mientras que la izquierda porta un florero adornado.

## Danza de la Moma
Se trata de una danza de un gran contenido didáctico-religioso, muy al filo de la corriente moralizadora de la Iglesia en los siglos XVI y XVII, época en la que debió surgir esta danza, coincidiendo con el inicio de la tradición de una cabalgata en vísperas del Corpus  (la cabalgata del Convit tiene su inicio en 1615) para invitar la gente a la participación en la procesión.
La música es muy sencilla, una dulzaina toca la melodía y un taboril la acompaña con un ritmo ternario.